# Gisela Eichbaum
Gisela Eichbaum ( Mannheim, 1920 — São Paulo, 1996) foi uma pintora e desenhista nascida na Alemanha e radicada no Brasil; uma das representantes do abstracionismo lírico.

## Vida e obra
Eichbaum nasceu em 1920 em Mannheim, numa família de músicos. Em setembro de 1935, emigrou para o Brasil com o pai,  Hans Bruch. Em 1948, casou-se com o físico e pesquisador Francisco Eichbaum (1906–1980), que emigrou da Alemanha para o Brasil em 1940. Estudou música e depois arte com Yolanda Mohalyi, Samson Flexor e Karl Plattner.  Fez parte do Atelier Abstração e frequentou a  School of Modern Art de Nova York . Seus trabalhos foram exibidos em exposições individuais e mais de 30 exposições coletivas.

## Exposições individuais (seleção)
- 1956: MAM, São Paulo
- 1958: Galeria de Arte das Folhas, São Paulo
- 1960: Galeria São Luís, São Paulo
- 1963: Galeria São Luís, São Paulo
- 1965: MAM, Rio de Janeiro
- 1966: Galeria São Luís, São Paulo
- 1969: Galeria Astréia, São Paulo
- 1970: Brazilian-American Cultural Institute, Washington, D.C.
- 1971: Brazilian American Cultural Institute, Washington
- 1971: American University – Collier Room, Washington
- 1976: The Unicorn Gallery, Bloomington
- 1976: Main Library, Bloomington
- 1979: Ibero Club, Bonn
- 1983: Brazilian American Cultural Institute, Washington
- 1986: Galeria Documenta, São Paulo
- 1986: Masp, São Paulo
- 1989: Galeria de Arte Paulo Vasconcellos, São Paulo
- 1994: Galeria de Arte Paulo Vasconcellos, São Paulo
- 1994: Galeria Documenta, São Paulo
- 1995: Casa das Artes Galeria, São Paulo
- 1999: Pinacoteca Benedicto Calixto,  Santos
- 2004: Brazilian Central Bank, São Paulo
- 2005: Jacarandá Studio, São Paulo

## Prêmios
- 1953: Menção Honrosa, I August Show, São Paulo
- 1954: Prêmio de Aquisição, III Mostra de Arte Moderna de São Paulo, São Paulo
- 1962: Medalha de Prata (desenho), XI Mostra de Arte Moderna de São Paulo, São Paulo
- 1962: 2º Prêmio (desenho), Prêmio Leirner de Arte Moderna, São Paulo
- 1962: Medalha de Ouro (desenho), XIX Mostra de Belas Artes do Paraná, Curitiba
- 1962: Prêmio de Aquisição, Curitiba Art Show, Curitiba
- 1974: Menção Especial, V Mostra de Arte Moderna de São Paulo, São Paulo
- 1983: Desenhista do Ano, Associação dos Críticos de Arte de São Paulo (APCA), São Paulo
- 1994: Desenhista do Ano, Associação dos Críticos de Arte de São Paulo (APCA), São Paulo